# Jan Grimm

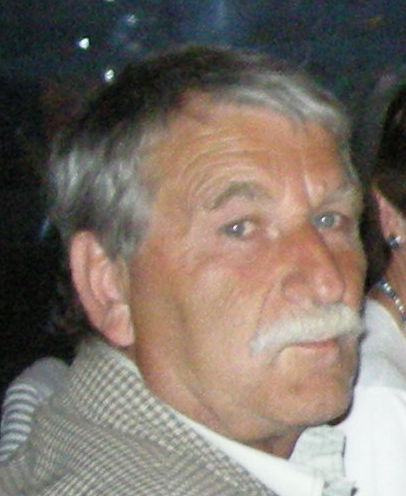
Jan Grimm 2007

Jan Grimm (* 17. April 1943 in Prag; † 3. September 2012 in Litoměřice) war ein tschechischer Maler und Spiritus rector seiner Wahlheimat Litoměřice.

## Werdegang
Grimm studierte in den Jahren 1964 bis 1970 an der Akademie der Bildenden Künste Prag unter František Jiroudek (1914–1991). Seine Werke, vorwiegend in Öl oder als Mischtechnik, sind stark von seinem Lehrer beeinflusst, der dem Neoexpressionismus nahestand. Sie zeigen zumeist abstrahierte, glamouröse Frauengestalten, die in einer Bewegung festgehalten wurden. Wandmosaiken zieren in den Prager Metrostationen Náměstí Republiky und Skalka die Fußgängerpassagen sowie im Kongresszentrum die Eingangshalle.
Ab 1973 begann er, öffentlich auszustellen. Seine Gemälde wurden in  Galerien ausgestellt. Mit der Ausstellung 1979 in Moskau wurden seine Bilder auch international gezeigt und schon  vor dem Fall der Mauer auch im Westen, erstmals 1984 in Essen.
Grimms Lebensmittelpunkt war Litoměřice, wo er auch ein Zentrum kultureller Veranstaltungen gründete. Das Künstlerehepaar Jan und Ivanova Grimm restaurierte das historische  Haus Salva Guarda am Marktplatz, eines der ältesten Hotels Mitteleuropas. Sie wandelten das jahrzehntelang als Manufaktur genutzte Gebäude wieder in ein Hotel um und initiierten in Zusammenarbeit mit der Bürgervereinigung Salva Guarda, einem Kulturzentrum der Stadt, Ausstellungen, Konzerte und Performances. Vor allem Jazz-Konzerte waren beliebt, bei denen Svatopluk Košvanec, Josef Abrhám oder der Klarinettist Jiří Kudrman auftraten.
Das Geleitwort zu Grimms Ausstellungskatalog 1989 Obrazy a kresby schrieb Václav Dušek.
1998 wurde Grimm zum Vorsitzenden des Kulturausschusses von Litomerice gewählt. Er organisierte mehrere Jahre die Kunstausstellungen, eine davon wurde in einem nahegelegenen, stillgelegten Eisenbahntunnel inszeniert, installiert in Eisenbahnwagen. Grimm setzte sich in dieser Funktion auch für die Errichtung des Denkmals des Nationaldichters Karel Hynek Mácha ein, der zum Ende seines Lebens seinen Lebensmittelpunkt in Litoměřice hatte. Zur 200-Jahr-Feier 2010 wurde das Denkmal im Jiráskovy-Park enthüllt. Es wurde in der gleichen Form gegossen wie sein Denkmal in Prag.
Nach dem Tod ihres Mannes wird Ivanova Grimmová den Hotelbetrieb zum Jahreswechsel 2016 aufgeben und sich ganz der Kunst widmen.